# Wied (Fluss)
Die Wied ist ein 102 km langer, rechter und östlicher Nebenfluss des Rheins in Deutschland. Sie durchfließt von der Quelle bis zur Mündung rheinland-pfälzisches Gebiet. Aus ihrem Einzugsgebiet von 770,8 km² führt sie rund 9 m³/s Wasser dem Rhein zu.

## Namensherkunft und Geschichte
Die älteste geschriebene Form des Flussnamens Wied liegt mit uuida (lies: wida) aus dem Jahr 857 vor. Der Name könnte mit dem indogermanischen Wort *u̯id-ā „Biegung“ in Zusammenhang stehen. Im Mittelalter bildete die Wied ungefähr in der ersten Hälfte ihres Laufes, etwa von Steinebach an der Wied bis oberhalb Neustadt (Wied), die Grenze der alten Erzdiözese Trier zur Linken und der Erzdiözese Köln zur Rechten des Bachlaufs.

## Geographie

### Verlauf
Die Wied entspringt im Westerwald auf 464 m ü. NN direkt nördlich der Ortsgemeinde Linden, Teil der Verbandsgemeinde Hachenburg. Anfangs passiert sie Linden am östlichen Ortsrand und verläuft in Richtung Süd-Südwesten, um am Ostufer in den Dreifelder Weiher (größter Weiher der Westerwälder Seenplatte) einzufließen und diesen in Richtung Nordwesten zu verlassen.
Anschließend fließt die Wied in nordwestlicher Richtung nach Altenkirchen, dann westwärts, den landschaftlich reizvollen Naturpark Rhein-Westerwald, Neustadt passierend. Danach knickt sie wiederum nach Süden ab, um unweit der Naturparkgrenze am Ortsrand von Irlich (einem Stadtteil Neuwieds) in den nordwestwärts strömenden Mittelrhein zu münden.

### Nebenflüsse
Zu den Nebenflüssen der Wied gehören:
- Links der Wied
  - Hartenbach, bei Steinebach an der Wied
  - Holzbach, bei Winkelbach
  - Boroder Bach, bei Borod
  - Almersbach, bei Almersbach
  - Breibach, bei Seelbach
  - Holzbach, bei Döttesfeld
  - Fockenbach, in Niederbreitbach
  - Dombach, bei Datzeroth
  - Laubach, nahe Melsbach
  - Aubach, in Niederbieber
- Rechts der Wied
  - Fehlchesbach, bei Steinebach an der Wied
  - Steinebach, bei Steinebach an der Wied
  - Dornbach, bei Wied
  - Rothenbach, bei Hanwerth
  - Mudenbach, bei Mudenbach
  - Ingelbach, bei Ingelbach
  - Michelbach, in Michelbach
  - Sehrtenbach, in Altenkirchen
  - Erbach (Quengelsbach), in Altenkirchen
  - Ölferbach (Lenzbach), nahe Niederölfen
  - Birnbach, bei Neitersen
  - Mehrbach, nahe dem Kloster Ehrenstein (Asbach)
  - Pfaffenbach (Hammerbach), bei Wiedmühle (Neustadt)
  - Reichelbach, bei Segendorf

### Ortschaften
Zu den Ortschaften an und nahe der Wied gehören:
- Linden
- Dreifelden
- Steinebach
- Wied
- Winkelbach
- Borod
- Ingelbach
- Michelbach
- Altenkirchen
- Almersbach
- Schöneberg
- Neitersen
- Obernau
- Berzhausen
- Seelbach
- Döttesfeld
- Bürdenbach
- Oberlahr
- Burglahr
- Peterslahr
- Asbach
- Neustadt
- Roßbach
- Waldbreitbach
- Hausen
- Niederbreitbach
- Datzeroth
- Neuwied-Altwied
- Neuwied-Segendorf
- Neuwied-Niederbieber
- Neuwied-Irlich

## Gewässerstatus
Die Wied ist von der Rothenbachmündung (nordöstlich Wahlrod) bis zur Mündung in den Rhein nach dem rheinland-pfälzischen Landeswassergesetz ein Gewässer zweiter Ordnung, so dass für die Reinhaltung die Landkreise zuständig sind.

## Wirtschaft und Tourismus

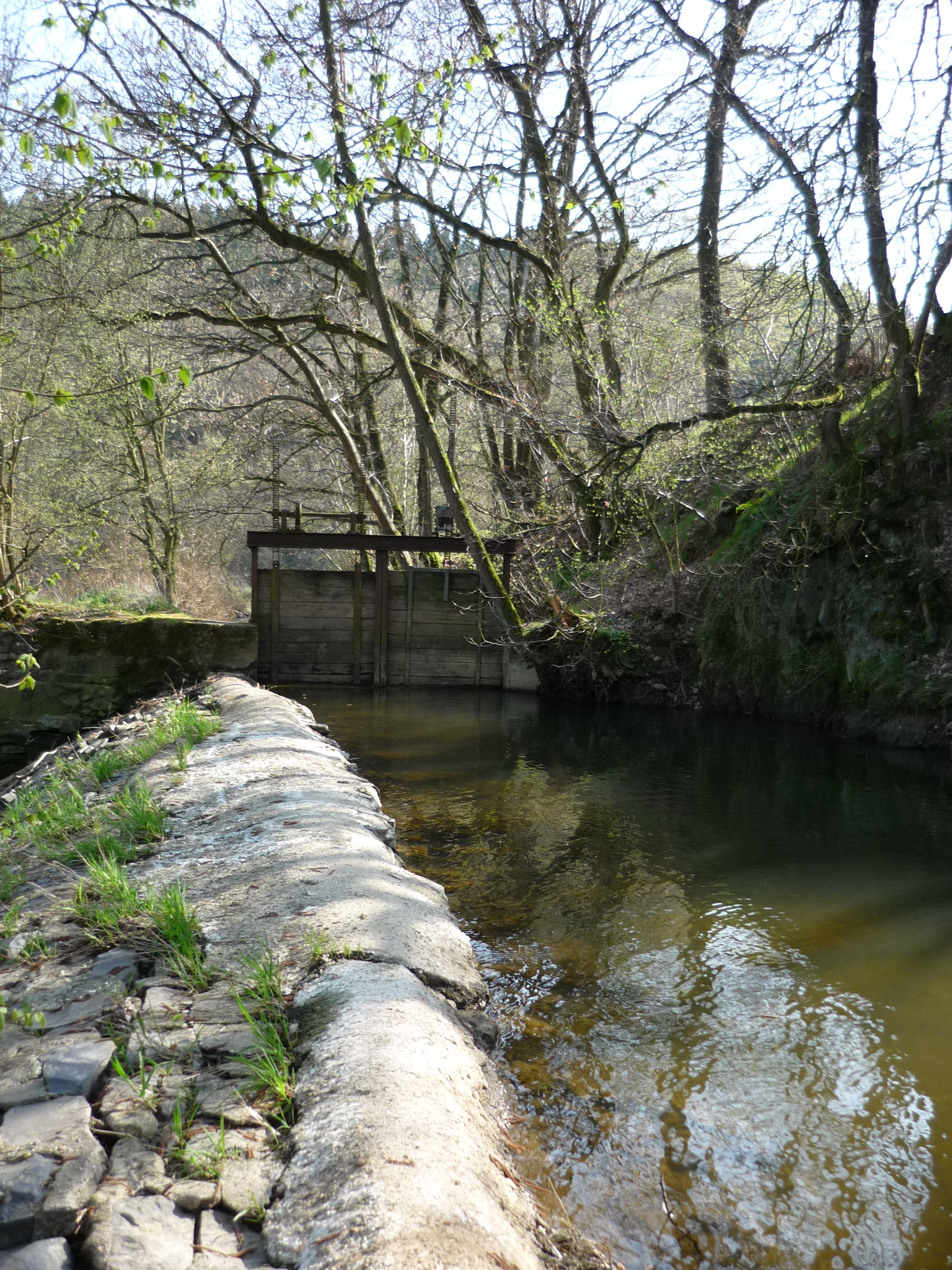
Widderstein: Abzweigung zum Wasserkraftwerk und Stauwehr

Der letzte halbe Flusskilometer der Wied ist schiffbar und führt zum Werkshafen der ThyssenKrupp Rasselstein GmbH, heute Mitglied des Thyssen-Krupp-Konzerns. Für Wanderer werden Fluss und Landschaft durch den Wiedwanderweg (100 km lang) erschlossen. Außerdem gibt es in Altwied und an der Michelbacher Mühle ein Wasserkraftwerk. In der Strickhausener Mühle (Gem. Berzhausen) wird ebenfalls Strom erzeugt. Je nach Wasserstand ist die Wied ab Altenkirchen für Kajaks und ab Schöneberg für Kanadier befahrbar, bei niedrigerem Wasserstand erst ab Oberlahr.
Die Wied ist Namensgeberin für ein Programmkino und Kulturzentrum in Neitersen, die Wied-Scala.
Das Wasserkraftwerk Altwied brannte nach 100 Jahren Betrieb am 19. Juli 2012 komplett aus und ging nach mehr als einjähriger aufwendiger Restaurierung wieder in Betrieb.

## Galerie

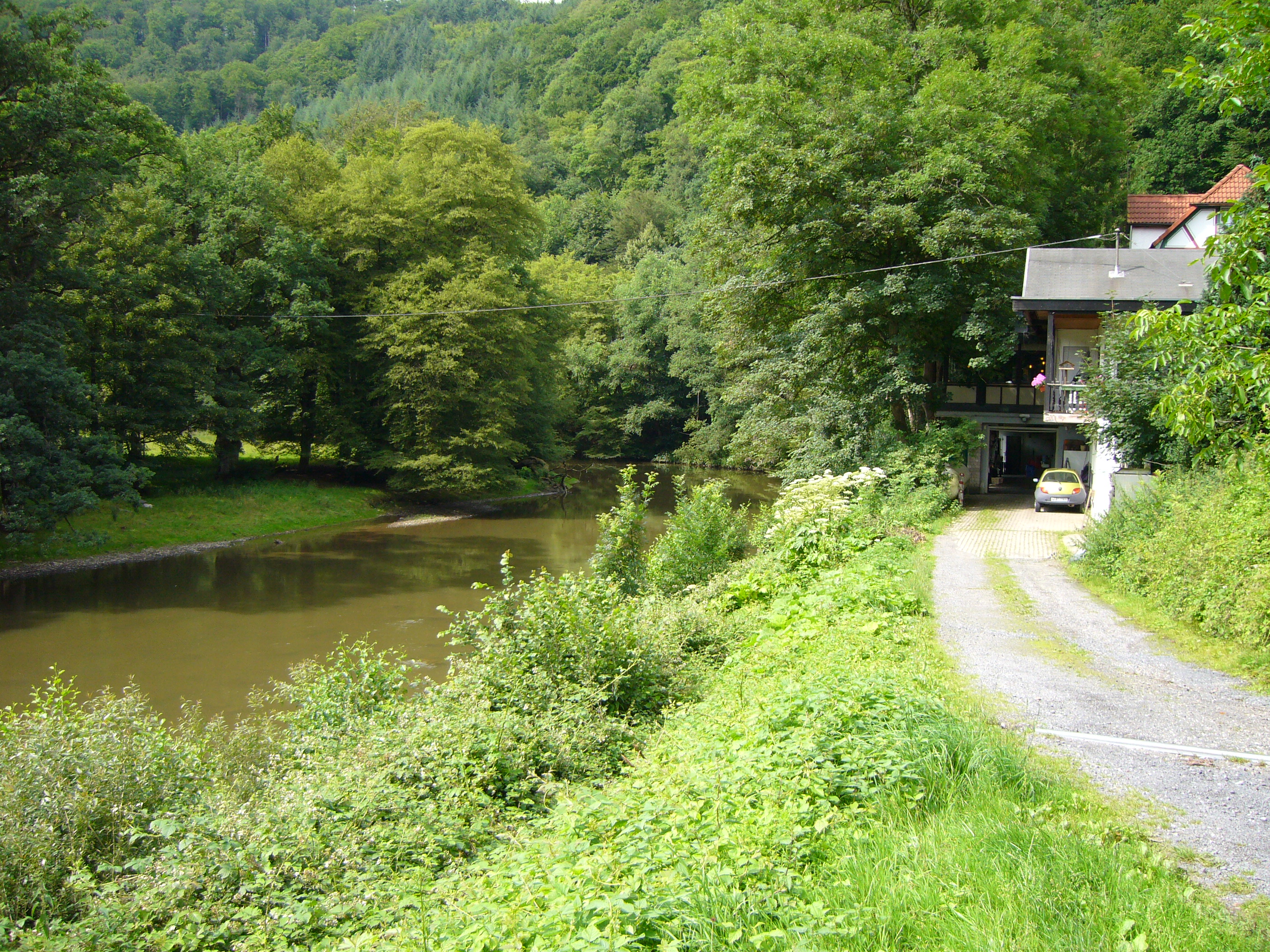
Wied an der Laubachs-Mühle
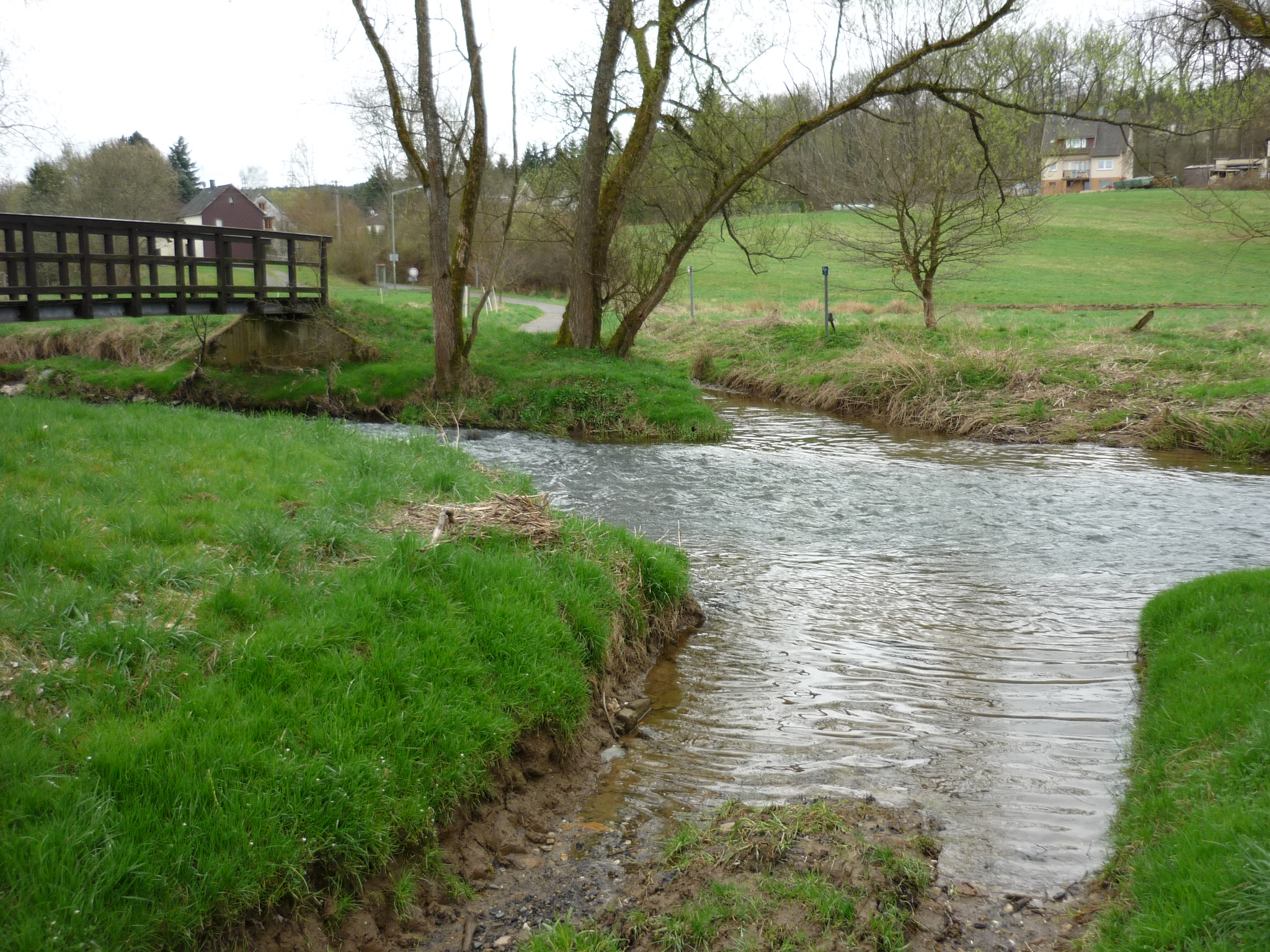
Wiedbrücke und Furt in Michelbach
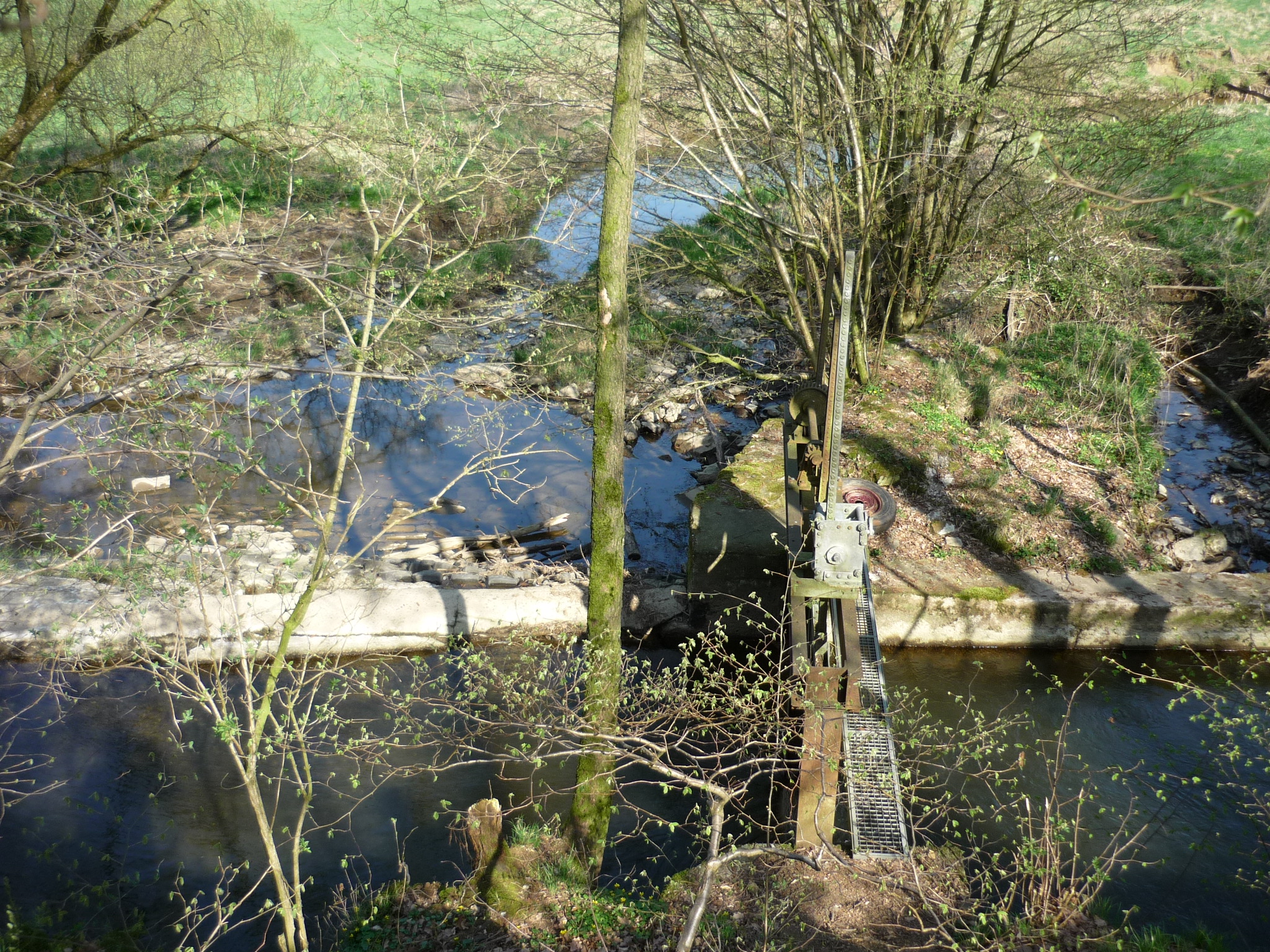
Wied bei Widderstein: Abzweigung des Mühlengrabens und Stauwehr
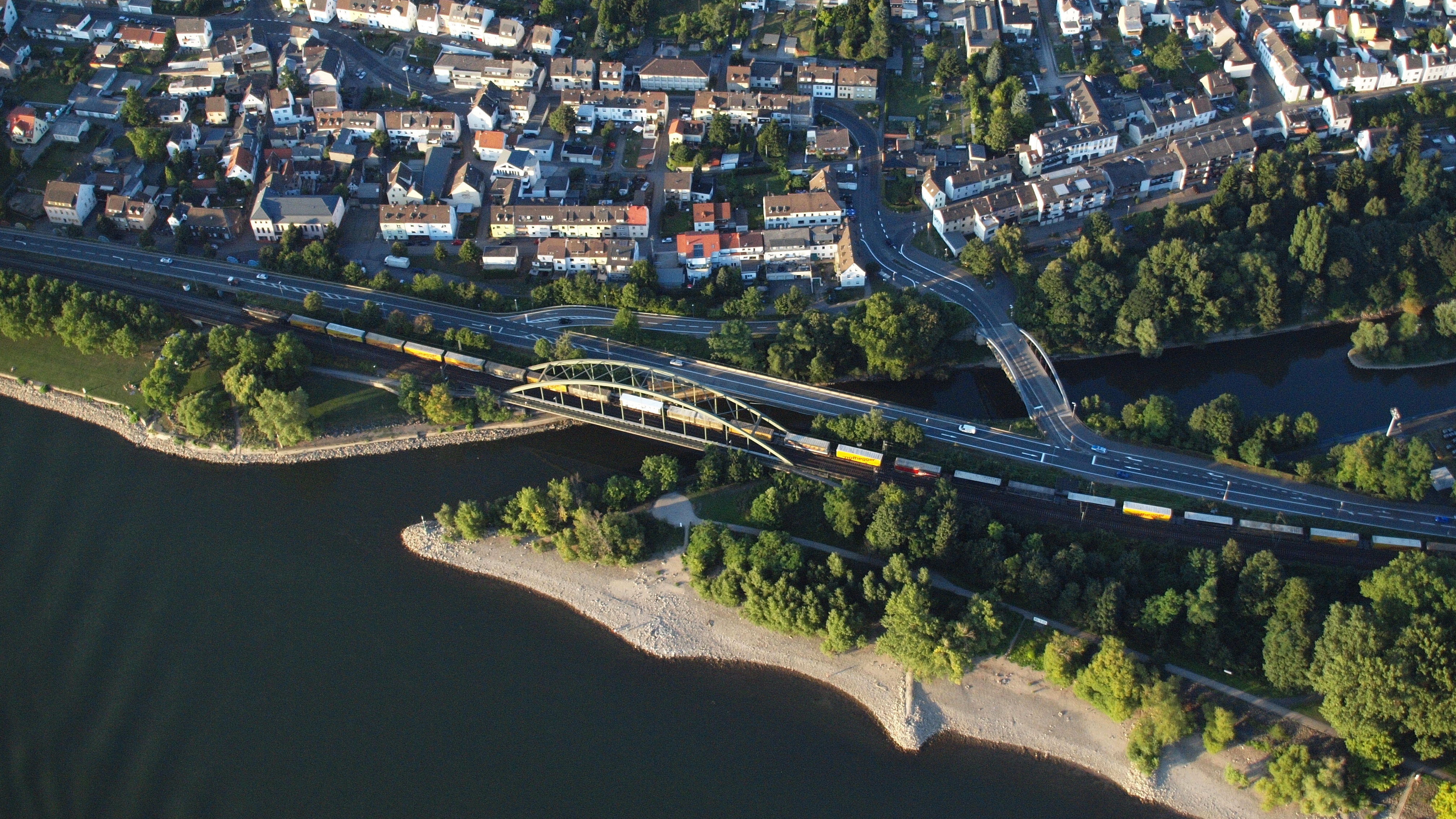
Mündung der Wied in den Rhein